# Do Ya/Stay with Me
"Do Ya/Stay with Me" é um duplo a-side e décimo quinto single/compacto da banda britânica McFly. É o single oficial da banda para o 'Children In Need'.
O CD single inclui as músicas "Stay With Me", cover de Rod Stewart, "Do Ya", composta por Tom Fletcher, Dougie Poynter e James Bourne, além de ter como b-side a canção "I Kissed a Girl", da cantora Katy Perry, gravado no Radio 1's Live Lounge em Setembro de 2008. Já o DVD single contém um vídeo da passagem da banda pelo Brasil, além de um backstage do clipe de "Do Ya". A maior posição alcançada pelo single na UK Singles Chart foi a #18.
"Do Ya" fez parte da trilha sonora internacional da novela Três Irmãs.

## Faixas

### CD
1. Do Ya
2. Stay with Me
3. I Kissed a Girl [BBC Radio One live session]
4. The Last Song [Live]

### DVD
1. Do Ya [Audio]
2. Stay with Me [Audio]
3. Do Ya [Making Of - Video]
4. EPK on McFly in Brazil [8 Mins]